# Bampur
Bampur (perski: بمپور) – miasto w Iranie, w ostanie Sistan i Beludżystan. W 2006 roku miasto liczyło 9073 mieszkańców w 1664 rodzinach.